# Die Stooges – Drei Vollpfosten drehen ab
Die Stooges – Drei Vollpfosten drehen ab (Originaltitel: The Three Stooges) ist eine US-amerikanische Slapstick-Komödie aus dem Jahr 2012 unter Regie von Peter und Bobby Farrelly, die auf den Kurzfilmen des Komikertrios The Three Stooges basiert.

## Handlung
Moe, Curly und Larry wurden als Babys auf der Treppe eines katholischen Waisenhauses ausgesetzt und wuchsen unter der strengen Aufsicht der Mutter Oberin auf. Da niemand die drei adoptieren wollte, leben sie auch 40 Jahre später noch im Waisenhaus. Als dieses vor dem Bankrott steht, beschließen die Stooges, die benötigten 830.000 Dollar für die Rettung der Institution binnen 30 Tagen aufzutreiben, zumal die Schulden nicht zuletzt auf die von ihnen verursachten Sachschäden zurückzuführen sind.
Bei ihren Versuchen, das Geld zu beschaffen, treffen sie auf die Millionärin Lydia sowie ihren Handlanger und Liebhaber Mac. Diese bieten den Stooges an, ihnen die benötigte Summe zu bezahlen, wenn sie Lydias Ehemann umbringen, damit sie dessen Vermögen erben kann. Die Aktion misslingt jedoch, sodass der angebliche Ehemann Mac im Krankenhaus landet. Als sie dort den Auftrag zu Ende bringen wollen, werden sie von der Polizei durch das Krankenhaus gejagt, schaffen es aber zu entkommen. Dabei treffen sie auf Teddy, den sie bereits als Kinder im Waisenhaus kannten und der von Mr. und Mrs. Harter adoptiert wurde. Das Ehepaar wollte eigentlich Moe adoptieren, doch dieser weigerte sich, Larry und Curly zurückzulassen, was er ihnen aber nie erzählt hatte. Teddy lädt sie zu seiner Jubiläumsparty ein. Es stellt sich heraus, dass Lydia Teddys Ehefrau ist. Nachdem auch ihr nächster Versuch, das Geld zu erwirtschaften, fehlschlägt, kommt es zu einem Streit unter den Stooges. Larry und Curly beschließen, Moe alleine zu lassen. Dieser gerät in die Reality-Show Jersey Shore, in der er als Dyna-Moe auftritt.
Larry und Curly kehren zurück ins Waisenhaus, wo sie erfahren, dass ein Mädchen namens Murph sehr krank ist, aber nicht in ein Krankenhaus gebracht werden kann, da das Waisenhaus keine Krankenversicherung hat. Dies liege in den zahllosen Unfällen begründet, welche die Stooges über die Jahre verursacht haben. Von Mr. Harter erfahren sie außerdem, dass Moe damals darauf bestand, dass er und Mrs. Harter auch sie adoptieren. Larry und Curly entdecken in Mr. Harters Büro ein Bild, auf dem er und Teddy zusammen mit Lydia und Mac zu sehen sind. Nun wird ihnen klar, dass Teddy der Ehemann ist, den Lydia beseitigt haben wollte. Moe hat währenddessen großes Chaos bei Jersey Shore angerichtet. Larry und Curly tauchen am Set auf und die drei versöhnen sich. Zusammen machen sie sich nun auf den Weg zu Teddys Party, wo sie den Mordanschlag offenbar vereiteln, aber feststellen, dass Mr. Harter der eigentliche Drahtzieher war und mit Lydia zusammengearbeitet hatte. Er heiratete seine Frau des Geldes wegen, doch diese hinterließ ihr gesamtes Vermögen Teddy. Ein anschließender Entführungsversuch endet damit, dass das Auto im Wasser landet, dank Curlys Flatulenz und „wasserdichter“ Streichhölzer können sie aber die Fensterscheiben zerstören und entkommen. Lydia, Mac und Mr. Harter werden festgenommen und Teddy dankt den Stooges dafür, dass sie ihn gerettet haben. Nachdem sie ihn um die Summe für die Rettung des Waisenhauses bitten, lehnt er ab, da er der Institution, die ihn an einen Vater ausgeliefert hatte, der ihn fast umbringen wollte, nicht helfen will.
Einige Monate später kehren die drei zu dem jetzt verlassenen Waisenhaus zurück, entdecken jedoch, dass nebenan ein neues mit Swimmingpool sowie Basketball- und Tennisplatz errichtet wurde. Sie erfahren, dass das Geld dafür von den Produzenten von Jersey Shore stammt, die es als Vorauszahlung für eine neue Reality-Show betrachten, in der das gesamte Trio auftreten soll. Murph ist wieder gesund (ihre Krankheit beruhte auf zu viel Eisen im Wasser, was Larry immer vermutet hatte, aber kein Gehör fand), außerdem wird sie zusammen mit ihren Brüdern Peezer und Weezer von Teddy und seiner neuen Verlobten Ling adoptiert.

## Hintergrund
- Der Film wurde in Georgia gedreht.[2] Er spielte bei einem Budget von ca. 30 Millionen US-Dollar weltweit ca. 54,8 Millionen US-Dollar ein, davon ca. 44,3 Millionen in den Kinos der USA.[3]
- Caroline Kimberly Scott, die zu Beginn des Films eine Nonne spielt, ist die Urenkelin von Moe Howard, einem Mitglied der originalen Stooges.[4]
- Ursprünglich sollte die Rolle des Curly von Jim Carrey gespielt werden, der jedoch keinen Fettanzug tragen wollte und es aufgrund gesundheitlicher Risiken ablehnte, an Gewicht zuzulegen. In Erwägung gezogen wurden außerdem Shane Jacobson und Bill Chott, auch Saturday-Night-Live-Mitglied Bobby Moynihan sprach für die Rolle vor.[4]
- Als Besetzung für die Rolle des Larry war ursprünglich Sean Penn vorgesehen, der jedoch wegen familiärer Angelegenheiten aus der Produktion ausstieg. Auch Jeff Daniels, James Marsden, Woody Harrelson und Matt Besser wurden in Betracht gezogen. Justin Timberlake sprach ebenfalls für die Rolle vor.[4]
- Moe war ursprünglich durch Benicio Del Toro besetzt, Russell Crowe lehnte die Rolle ab. Hank Azaria, Johnny Depp und Mel Gibson wurden ebenso für die Besetzung ins Auge gefasst.[4]
- Cher wurde für die Rolle der Schwester Oberin in Betracht gezogen.[4]
- Das Drehbuch enthielt einen Cameo-Auftritt für Seth MacFarlane, der sich selbst spielen sollte.[4]
- In der Szene, in der die drei Stooges auf dem städtischen Bürgersteig stehen und darüber nachgrübeln, auf welche Weise sie die 830.000 Dollar für das Waisenhaus aufbringen könnten, erklingt die Melodie der TV-Quizsendung Jeopardy!.

## Nominierungen und Auszeichnungen
Der Film wurde für einen ALMA Award 2012, einen Golden Trailer Award 2012, den Houston Film Critics Society Award 2012 und den Razzie Award 2013 nominiert.

## Kritik
Rotten Tomatoes ermittelte eine Wertung von 51 % basierend auf 142 Rezensionen. Die durchschnittliche Bewertung liegt bei 5,4/10. Das Fazit lautet: „Obwohl nicht annähernd so schrecklich wie der Film hätte werden können, schafft es The Three Stooges nicht, dem unschätzbaren filmischen Vermächtnis der Stooges frische Lacher hinzuzufügen.“ (englisch: “While nowhere near as painful as it could have been, The Three Stooges fails to add fresh laughs to the Stooges' inestimable cinematic legacy.”) Auf Metacritic erreichte der Film eine Wertung von 56 % bei 26 Kritiken.
Roger Ebert schrieb in der Chicago Sun-Times, die Farrelly-Brüder haben den vielleicht bestmöglichen Stooges-Film geschaffen, den man im Jahr 2012 machen konnte. Er selber habe jedoch nicht viel gelacht.
Todd McCarthy bezeichnete den Film im Hollywood Reporter als „lustige, herzensgute Wiederbelebung von Hollywoods geliebten niveaulosen Dummköpfen“.
Cinema war der Ansicht, dass der Humor in den 30er- und 40er-Jahren „tatsächlich lustig gewesen sein“ möge, heutzutage aber „nur noch peinlich“ wirke, zumal der Film „auf die gleichen Rezepte wie damals“ vertraue. Die Stooges sei daher ein Film für diejenigen, die „über Hochwasserhosen und Bud-Spencer-Kloppereien lachen“ können.
Robert Cherkowski von Filmstarts zeigte sich aufgeschlossener und meinte, es habe „durchaus seinen Reiz, den schikanösen Humor vergangener Zeiten in die politisch korrekte Gegenwart transportiert zu sehen“. Die Stooges sei „kein Film der Pointen, sondern des wüsten Dauerbeschusses“ und habe „das Zeug zum Kultfilm“.
Das Lexikon des internationalen Films schrieb: „Zwischen anarchischem Humor, derben Grobheiten und mit reichlich Körperflüssigkeit geschmierten Gags blitzt immer wieder eine höchst menschliche Haltung gegenüber den Figuren auf, die sich als gebeutelte, zähe Underdogs gegen den Unbill einer geldgierigen Konsumwelt wehren.“